# Vĩnh Yên
Vĩnh Yên là thành phố tỉnh lỵ cũ của tỉnh Vĩnh Phúc, Việt Nam.
Vĩnh Yên là trung tâm kinh tế trọng điểm, là đầu mối giao thông quan trọng của vùng kinh tế trọng điểm Bắc Bộ. Đây là nơi từng diễn ra trận đối đầu đầu tiên của tướng Võ Nguyên Giáp và tướng Jean de Lattre de Tassigny: Trận Vĩnh Yên (tháng 1 năm 1951).
Ngày 12 tháng 6 năm 2025, Quốc hội ban hành Nghị quyết số 1676/NQ-UBTVQH15 về việc sắp xếp đơn vị hành chính cấp xã của tỉnh Phú Thọ mới (nghị quyết có hiệu lực từ ngày 12 tháng 6 năm 2025). Theo đó, thành phố Vĩnh Yên giải thể và tách thành 2 phường mới, phường Vĩnh Yên và phường Vĩnh Phúc.

## Địa lý
Thành phố Vĩnh Yên nằm ở trung tâm tỉnh Vĩnh Phúc, có vị trí địa lý:
- Phía tây và phía bắc giáp huyện Tam Dương
- Phía nam giáp huyện Yên Lạc
- Phía đông giáp huyện Bình Xuyên.

Thành phố Vĩnh Yên có diện tích 50,39 km² và 123.353 nhân khẩu (năm 2021). Cách thủ đô Hà Nội 55 km về phía tây, cách thành phố Việt Trì 30 km về phía đông bắc và cách sân bay Quốc tế Nội Bài 25 km.

### Khí hậu
| Dữ liệu khí hậu của Vĩnh Yên                                 | Dữ liệu khí hậu của Vĩnh Yên | Dữ liệu khí hậu của Vĩnh Yên | Dữ liệu khí hậu của Vĩnh Yên | Dữ liệu khí hậu của Vĩnh Yên | Dữ liệu khí hậu của Vĩnh Yên | Dữ liệu khí hậu của Vĩnh Yên | Dữ liệu khí hậu của Vĩnh Yên | Dữ liệu khí hậu của Vĩnh Yên | Dữ liệu khí hậu của Vĩnh Yên | Dữ liệu khí hậu của Vĩnh Yên | Dữ liệu khí hậu của Vĩnh Yên | Dữ liệu khí hậu của Vĩnh Yên | Dữ liệu khí hậu của Vĩnh Yên |
| Tháng                                                        | 1                            | 2                            | 3                            | 4                            | 5                            | 6                            | 7                            | 8                            | 9                            | 10                           | 11                           | 12                           | Năm                          |
| ------------------------------------------------------------ | ---------------------------- | ---------------------------- | ---------------------------- | ---------------------------- | ---------------------------- | ---------------------------- | ---------------------------- | ---------------------------- | ---------------------------- | ---------------------------- | ---------------------------- | ---------------------------- | ---------------------------- |
| Cao kỉ lục °C (°F)                                           | 31.4 (88.5)                  | 33.1 (91.6)                  | 36.3 (97.3)                  | 37.9 (100.2)                 | 41.1 (106.0)                 | 41.4 (106.5)                 | 39.2 (102.6)                 | 39.0 (102.2)                 | 36.7 (98.1)                  | 34.4 (93.9)                  | 33.9 (93.0)                  | 31.5 (88.7)                  | 41.4 (106.5)                 |
| Trung bình ngày tối đa °C (°F)                               | 19.8 (67.6)                  | 20.5 (68.9)                  | 23.3 (73.9)                  | 27.5 (81.5)                  | 31.7 (89.1)                  | 33.0 (91.4)                  | 33.1 (91.6)                  | 32.4 (90.3)                  | 31.6 (88.9)                  | 29.2 (84.6)                  | 25.7 (78.3)                  | 22.3 (72.1)                  | 27.5 (81.5)                  |
| Trung bình ngày °C (°F)                                      | 16.6 (61.9)                  | 17.5 (63.5)                  | 20.3 (68.5)                  | 24.1 (75.4)                  | 27.6 (81.7)                  | 28.9 (84.0)                  | 29.2 (84.6)                  | 28.6 (83.5)                  | 27.6 (81.7)                  | 25.0 (77.0)                  | 21.7 (71.1)                  | 18.2 (64.8)                  | 23.8 (74.8)                  |
| Tối thiểu trung bình ngày °C (°F)                            | 14.4 (57.9)                  | 15.6 (60.1)                  | 18.4 (65.1)                  | 21.8 (71.2)                  | 24.6 (76.3)                  | 26.0 (78.8)                  | 26.2 (79.2)                  | 25.9 (78.6)                  | 24.8 (76.6)                  | 22.2 (72.0)                  | 18.7 (65.7)                  | 15.5 (59.9)                  | 21.2 (70.2)                  |
| Thấp kỉ lục °C (°F)                                          | 3.7 (38.7)                   | 5.0 (41.0)                   | 7.7 (45.9)                   | 13.2 (55.8)                  | 16.3 (61.3)                  | 20.4 (68.7)                  | 21.1 (70.0)                  | 21.8 (71.2)                  | 17.4 (63.3)                  | 13.1 (55.6)                  | 8.9 (48.0)                   | 4.4 (39.9)                   | 3.7 (38.7)                   |
| Lượng Giáng thủy trung bình mm (inches)                      | 21 (0.8)                     | 24 (0.9)                     | 39 (1.5)                     | 101 (4.0)                    | 177 (7.0)                    | 252 (9.9)                    | 252 (9.9)                    | 298 (11.7)                   | 185 (7.3)                    | 135 (5.3)                    | 54 (2.1)                     | 17 (0.7)                     | 1.555 (61.2)                 |
| Số ngày giáng thủy trung bình                                | 10.5                         | 11.5                         | 15.1                         | 14.2                         | 14.6                         | 15.3                         | 16.9                         | 17.1                         | 13.0                         | 10.1                         | 7.8                          | 5.3                          | 151.3                        |
| Độ ẩm tương đối trung bình (%)                               | 80.7                         | 82.3                         | 84.7                         | 84.5                         | 80.8                         | 81.0                         | 81.3                         | 83.5                         | 81.8                         | 80.3                         | 78.8                         | 78.2                         | 81.5                         |
| Số giờ nắng trung bình tháng                                 | 71                           | 51                           | 54                           | 97                           | 189                          | 177                          | 202                          | 191                          | 193                          | 176                          | 144                          | 126                          | 1.670                        |
| Nguồn: Vietnam Institute for Building Science and Technology |                              |                              |                              |                              |                              |                              |                              |                              |                              |                              |                              |                              |                              |

## Hành chính
Thành phố Vĩnh Yên có 9 đơn vị hành chính cấp xã trực thuộc, bao gồm 8 phường: Định Trung, Đống Đa, Đồng Tâm, Hội Hợp, Khai Quang, Liên Bảo, Ngô Quyền, Tích Sơn và xã Thanh Trù.

## Lịch sử
Đô thị Vĩnh Yên hiện nay được thành lập vào ngày 29 tháng 12 năm 1899.
Theo dòng lịch sử, Vĩnh Yên trước khi có tên gọi như ngày nay đã là một vùng đất được hình thành từ lâu đời với 3 vùng sinh thái: Vùng núi, Vùng đồi xâm thực bóc màu, và vùng rìa đồng bằng châu thổ. Đây là nơi từ ngàn xưa đã có con người sinh sống.
Thời Hùng Vương thế kỷ thứ VII đến năm 210 trước công nguyên, khu vực Vĩnh Yên thuộc Bộ Văn Lang. Thời Thục An Dương Vương 210 đến năm 179 trước công nguyên thuộc Bộ Mê Linh. Trong thời kỳ phong kiến phương bắc đô hộ thuộc Quận Giao Chỉ, sau đó thuộc Quận Phong Châu.
Đến thời kỳ Nhà Trần, thế kỷ XIII – XIV thuộc huyện Tam Dương, Trấn Tuyên Quang thời nhà Lê thuộc phủ Đoan Hùng, Trấn Sơn Tây. Thời Nhà Nguyễn, phần lớn Vĩnh Yên thuộc phủ Tam Đái, một phần nhỏ thuộc phủ Đoan Hùng, đều thuộc trấn Sơn Tây.
Ngày 20 tháng 10 năm 1890 đến tháng 4 năm 1891, Vĩnh Yên thuộc địa phận đạo Vĩnh Yên.
Ngày 12 tháng 4 năm 1891, đạo Vĩnh Yên giải thể, Vĩnh Yên trở lại thuộc tỉnh Sơn Tây.
Ngày 29 tháng 12 năm 1899, tỉnh Vĩnh Yên được thành lập, trung tâm tỉnh lỵ được đặt tại một vùng đất thuộc xã Tích Sơn: Núi An Sơn (có tên nôm là Đồi Cao ngày nay) được gọi là Vĩnh Yên, cái tên Vĩnh Yên chính thức có từ đó (Tên gọi Vĩnh Yên là tên ghép bởi hai chữ đầu của phủ Vĩnh Tường và huyện Yên Lạc. Nơi đặt trung tâm tỉnh lỵ lúc đó là xã Tích Sơn thuộc huyện Tam Dương, xã có 5 làng cổ là: Đậu - Dẩu, Khâu, Tiếc, Hạ, Sậu
Năm 1903, đô thị Vĩnh Yên được xác lập gồm 2 phố: Vĩnh Thành, Vĩnh Thịnh và 10 làng cổ là: Cổ Độ, Bảo Sơn, Đạo Hoằng, Hán Lữ, Định Trung, Đôn Hậu, Khai Quang, Nhân Nhũng, Xuân Trừng và làng Vĩnh Yên.
Ngày 26 tháng 1 năm 1968, 2 tỉnh: Vĩnh Phúc và Phú Thọ được sáp nhập thành tỉnh Vĩnh Phú, thị xã Vĩnh Yên không phải là tỉnh lỵ của tỉnh Vĩnh Phú (mà tỉnh lỵ là Thành phố Việt Trì), bao gồm 4 phường: Đống Đa, Liên Bảo, Ngô Quyền và Tích Sơn.
Ngày 5 tháng 7 năm 1977, sáp nhập 2 xã: Định Trung và Khai Quang thuộc huyện Tam Dương và thị trấn Tam Đảo vào thị xã Vĩnh Yên.
Ngày 26 tháng 11 năm 1996, tỉnh Vĩnh Phúc được tái lập từ tỉnh Vĩnh Phú và thị xã Vĩnh Yên trở lại là tỉnh lỵ của tỉnh Vĩnh Phúc.
Ngày 18 tháng 8 năm 1999, Chính phủ ban hành Nghị định số 72/1999/NĐ-CP. Theo đó:
- Sáp nhập thôn Lai Sơn (84,72 ha diện tích tự nhiên, 1.210 nhân khẩu) của xã Thanh Vân; khu Đồi Son (35,83 ha diện tích tự nhiên, 880 nhân khẩu) của xã Vân Hội và thôn Lạc Ý (198,59 ha diện tích tự nhiên, 2.214 nhân khẩu) của xã Đồng Cương thuộc huyện Yên Lạc vào thị trấn Tam Dương thuộc huyện Tam Dương. Thị trấn Tam Dương có 1.412,04 ha diện tích tự nhiên và 21.791 nhân khẩu;
- Thành lập 2 phường: Đồng Tâm và Hội Hợp trên cơ sở toàn bộ diện tích và dân số của thị trấn Tam Dương thuộc huyện Tam Dương (điều chỉnh vào thị xã): Phường Đồng Tâm có 696,04 ha diện tích tự nhiên và 12.058 nhân khẩu, phường Hội Hợp có 716 ha diện tích tự nhiên và 9.733 nhân khẩu.
- Thành lập xã Thanh Trù thuộc huyện Bình Xuyên trên cơ sở 775,01 ha diện tích tự nhiên với 6.612 nhân khẩu của xã Quất Lưu (ghép tên 2 thôn: Vị Thanh và Vị Trù) và sáp nhập xã này vào thị xã Vĩnh Yên.

Sau khi điều chỉnh địa giới hành chính, thị xã Vĩnh Yên có 5.079,27 ha diện tích tự nhiên và 65.727 nhân khẩu với 10 đơn vị hành chính cấp xã, bao gồm 6 phường: Ngô Quyền, Đống Đa, Liên Bảo, Tích Sơn, Đồng Tâm, Hội Hợp, 3 xã: Định Trung, Khai Quang, Thanh Trù và thị trấn Tam Đảo.
Ngày 9 tháng 12 năm 2003, điều chỉnh toàn bộ diện tích và dân số của thị trấn Tam Đảo về huyện Tam Đảo mới tái lập để quản lý..
Sau lần điều chỉnh địa giới hành chính này, Thị xã Vĩnh Yên còn lại 4.983,47 ha diện tích tự nhiên và 76.523 nhân khẩu (diện tích 50,08 km² và dân số trên 100.000 người) với 9 đơn vị hành chính cấp xã gồm 6 phường: Ngô Quyền, Liên Bảo, Đống Đa, Tích Sơn, Hội Hợp, Đồng Tâm và 3 xã: Khai Quang, Định Trung, Thanh Trù.
Ngày 23 tháng 11 năm 2004, thành lập phường Khai Quang trên cơ sở toàn bộ diện tích tự nhiên và dân số của xã Khai Quang, Phường Khai Quang có 1.152,08 ha diện tích tự nhiên và 16.624 nhân khẩu.
Ngày 1 tháng 1 năm 2005, thị xã đã chính thức trở thành đô thị loại III theo Quyết định số 2001/QĐ-BXD của Bộ Xây dựng được ban hành vào ngày 15 tháng 12 năm 2004 và trở thành thành phố của tỉnh Vĩnh Phúc vào ngày 1 tháng 1 năm 2007 theo Nghị định số 146/2006/NĐ-CP của Chính Phủ được ban hành vào ngày 1 tháng 12 năm 2006.
Thành phố Vĩnh Yên có 5.080,21 ha diện tích tự nhiên và 122.568 nhân khẩu với 9 đơn vị hành chính, bao gồm 7 phường: Ngô Quyền, Liên Bảo, Tích Sơn, Đồng Tâm, Hội Hợp, Khai Quang, Đống Đa và 2 xã: Định Trung, Thanh Trù.
Ngày 23 tháng 10 năm 2014, Thủ tướng Chính phủ ký Quyết định công nhận
thành phố Vĩnh Yên là đô thị loại II trực thuộc tỉnh Vĩnh Phúc.
Ngày 10 tháng 4 năm 2023, thành lập Phường Định Trung trên cơ sở toàn bộ diện tích và dân số của xã Định Trung.
Thành phố Vĩnh Yên có 8 phường và 1 xã như hiện nay.
Ngày 12 tháng 6 năm 2025, Quốc hội ban hành Nghị quyết số 1676/NQ-UBTVQH15 về việc sắp xếp đơn vị hành chính cấp xã của tỉnh Phú Thọ mới (nghị quyết có hiệu lực từ ngày 12 tháng 6 năm 2025). Theo đó, thành phố Vĩnh Yên giải thể và tách thành 2 phường mới, phường Vĩnh Yên (sáp nhập từ các phường Tích Sơn, Đồng Tâm, Hội Hợp và xã Thanh Trù) và phường Vĩnh Phúc. (sáp nhập từ các phường Ngô Quyền, Đống Đa, Liên Bảo, Khai Quang, Định Trung) 

## Xã hội
Giáo dục:
- Đại học Công nghệ Giao thông Vận tải.
- Học viện Kỹ thuật quân sự
- Trường Sĩ quan Tăng - Thiết giáp
- Trường Hạ sĩ quan Tăng - Thiết giáp
- Cao đẳng Vĩnh Phúc
- Cao đẳng Kinh tế - Kỹ thuật Vĩnh Phúc
- Trung cấp Văn hóa Nghệ thuật Vĩnh Phúc
- Trung cấp Y tế Vĩnh Phúc
- THPT chuyên Vĩnh Phúc
- THPT Trần Phú
- THPT Vĩnh Yên
- THPT Liên Bảo (THPT Dân lập Vĩnh Yên)
- THPT Kim Ngọc
- THPT Nguyễn Thái Học
- Trường Phổ thông liên cấp Newton Vĩnh Phúc.

Y tế: Trong những năm qua, hệ thống cơ sở hạ tầng y tế trên địa bàn thành phố luôn nhận được sự quan tâm của các cấp, ngành trong tỉnh cũng như thành phố để cải tạo, nâng cấp trang thiết bị và đầu tư xây dựng mới. Do vậy, đến nay hầu hết các cơ sở y tế có chất lượng kiên cố và đều trong tình trạng hoạt động tốt, đảm bảo đáp ứng cho nhu cầu khám chữa bệnh của nhân dân trong tỉnh cũng như của khu vực.
Các cơ sở y tế trên địa bàn thành phố hiện nay bao gồm:
- Các cơ sở y tế tuyến khu vực, ngành, bao gồm: Bệnh xá Công an tỉnh, bệnh viện Quân y 109 với tổng số 217 giường.
- Các cơ sở y tế tuyến tỉnh như: Bệnh viện Đa khoa tỉnh, Bệnh viện Sản - Nhi, Bệnh viện Điều dưỡng - Phục hồi chức năng, với tổng số 1.030 giường.
- Các cơ sở y tế tuyến Thành phố: Bệnh viện Đa khoa Tp.Vĩnh Yên, với tổng số 90 giường; Bệnh viện Tâm thần; Bệnh viện Y học cổ truyền.
- Ngoài ra còn có Y tế tuyến phường, xã và các cơ sở khám chữa bệnh ngoài công lập khác như Bệnh viện hữu nghị Lạc Việt, Y cao Hà Nội, Bệnh viện Quốc tế Vĩnh Phúc.

Tổng số giường bệnh toàn thành phố là 1.657 giường. Trong đó, tổng số giường bệnh phục vụ cho nhu cầu khám chữa bệnh khu vực nội thành thành phố là 535 giường  (chiếm 40% tổng số giường bệnh toàn thành phố)

## Văn hóa
Đặc sản: Tép dầu đầm Vạc là nơi sản sinh ra loại tép được tán tụng "Cỗ chín lợn, mười trâu/ Cũng không bằng tép dầu Đầm Vạc".
Di tích: Trên địa bàn thành phố hiện có 82 công trình di tích (khu vực nội thành có 65 công trình; khu vực ngoại thành có 17 công trình).
- Số công trình di tích được công nhận cấp Quốc gia: 02 công trình, trong đó khu vực nội thành có 02 công trình (Đình Đông Đạo – Phường Đồng Tâm, Chùa Tích Sơn – P. Tích Sơn).
- Số công trình di tích được công nhận cấp tỉnh: 28 công trình, trong đó khu vực nội thành có tổng số 17 công trình; khu vực ngoại thành có tổng số 11 công trình.
- Các công trình lịch sử, văn hóa hiện có trên địa bàn thành phố gắn với di tích lịch sử, mang những nét văn hóa đặc sắc, góp phần thúc đẩy phát triển các loại hình du lịch trên địa bàn thành phố như: tham quan, tìm hiểu lịch sử cách mạng của dân tộc hoặc du lịch tâm linh, v.v... đồng thời đây cũng chính là nguồn cổ vũ tinh thần to lớn đối với của nhân dân thành phố nói riêng và nhân dân tỉnh Vĩnh Phúc nói chung trong công cuộc xây dựng và phát triển thành phố theo hướng hiện đại, bền vững nhưng vẫn giữ được bản sắc văn hóa dân tộc. Có thể kể đến như Chùa Hà Tiên ở xã Định Trung là một trong những trung tâm phật giáo lớn thời Lý, Trần. Đây cũng là di tích lưu niệm Chủ tịch Hồ Chí Minh khi người về thăm tỉnh Vĩnh Phúc, đến thưởng ngoạn thắng cảnh chùa Hà Tiên ngày 25/1/1963.

## Du lịch
Một số di tích, danh thắng nổi tiếng bao gồm: Chùa Hà Tiên, Chùa Tích Sơn, Di tích lưu niệm Chủ tịch Hồ Chí Minh, Đình Sơn Bao, Đền Bà, Chùa Cói. Cũng có các điểm du lịch như khu du lịch Đầm Vạc, Bảo tàng Vĩnh Phúc, Quảng trường Thành phố và phố đi bộ Ngô Quyền, An Bình
Vĩnh Yên nằm trên nhiều tuyến du lịch trong tỉnh: Tuyến du lịch trung tâm thành phố Vĩnh Yên - Chùa Hà - Đầm Vạc, Tuyến du lịch Vĩnh Yên - Cụm đình Hương Canh - làng gốm Hương Canh - Đền Thánh Mẫu (Thanh Lãng)- di tích Thanh Lanh - Ngọc Bội - hồ Thanh Lanh, 
Tuyến du lịch Vĩnh Yên - Tháp Bình Sơn - Núi Sáng - Thiền Viện Trúc Lâm Tuệ Đức - Làng nghề Đá Hải Lựu - Vườn cò - Chọi trâu Hải Lựu, Tuyến du lịch Vĩnh Yên - Tây Thiên - Thiền viện Trúc Lâm - Tam Đảo, Tuyến du lịch Vĩnh Yên - hồ Đại Lải.

## Giao thông

### Giao thông đối ngoại
+ Những năm gần đây, sự hình thành và phát triển các tuyến hành lang kinh tế quốc tế và quốc gia liên quan đến Vĩnh Phúc đã đưa Thành phố xích gần hơn với các trung tâm kinh tế,công nghiệp và những Thành phố lớn của đất nước như: hành lang kinh tế Côn Minh - Lào Cai - Hà Nội - Hải Phòng, Việt Trì - Hà Giang - Trung Quốc.
+ Thành phố là nơi tập trung các đầu mối giao thông: Quốc lộ số 2 (nối với các tỉnh Phú Thọ, Tuyên Quang, Hà Giang) và tuyến đường sắt Hà Nội - Lào Cai; là cầu nối giữa vùng Trung du và miền núi phía Bắc (TDMNPB) với thủ đô Hà Nội; liền kề cảng hàng không quốc tế Nội Bài, qua đường Quốc lộ số 5 thông với cảng biển Hải Phòng và trục hành lang kinh tế đường 18 thông với cảng nước sâu Cái Lân (Quảng Ninh).
+ Đường vành đai 5 của chùm đô thị Hà Nội nối Vĩnh Yên với Sơn Tây - Xuân Mai - Hoà Lạc đi về phía Nam theo đường Hồ Chí Minh và đi Sông Công - Bắc Giang, Phả Lại, Hải Dương, Hưng Yên...
+ Thành phố có tuyến cao tốc qua sân bay Quốc tế Nội Bài ra cảng nước sâu Cái Lân. Sân bay Quốc tế Nội Bài cách Vĩnh Yên 25 km rất thuận lợi.
+ Thành phố có tuyến đường sắt Vĩnh Yên – Lào Cai; Vĩnh Yên – Hà Nội; Vĩnh Yên – Đông Anh – Thái Nguyên đi qua, tương lai sẽ kết nối với hệ thống đường xuyên Á.

### Giao thông đối nội
- Các tuyến Quốc lộ 2A, 2B, 2C, đường vành đai nối, Vĩnh Yên - Yên Lạc nối trung tâm thành phố với các huyện thị trong tỉnh tạo nên một hệ thống giao thông liên hoàn thông suốt.
- Các tuyến xe bus 01, 03, 04, 05, 06, 07, 08, 09 đi các huyện, thị, thành trong tỉnh.